# Buenos Aires Internationales Festival des Independent-Films

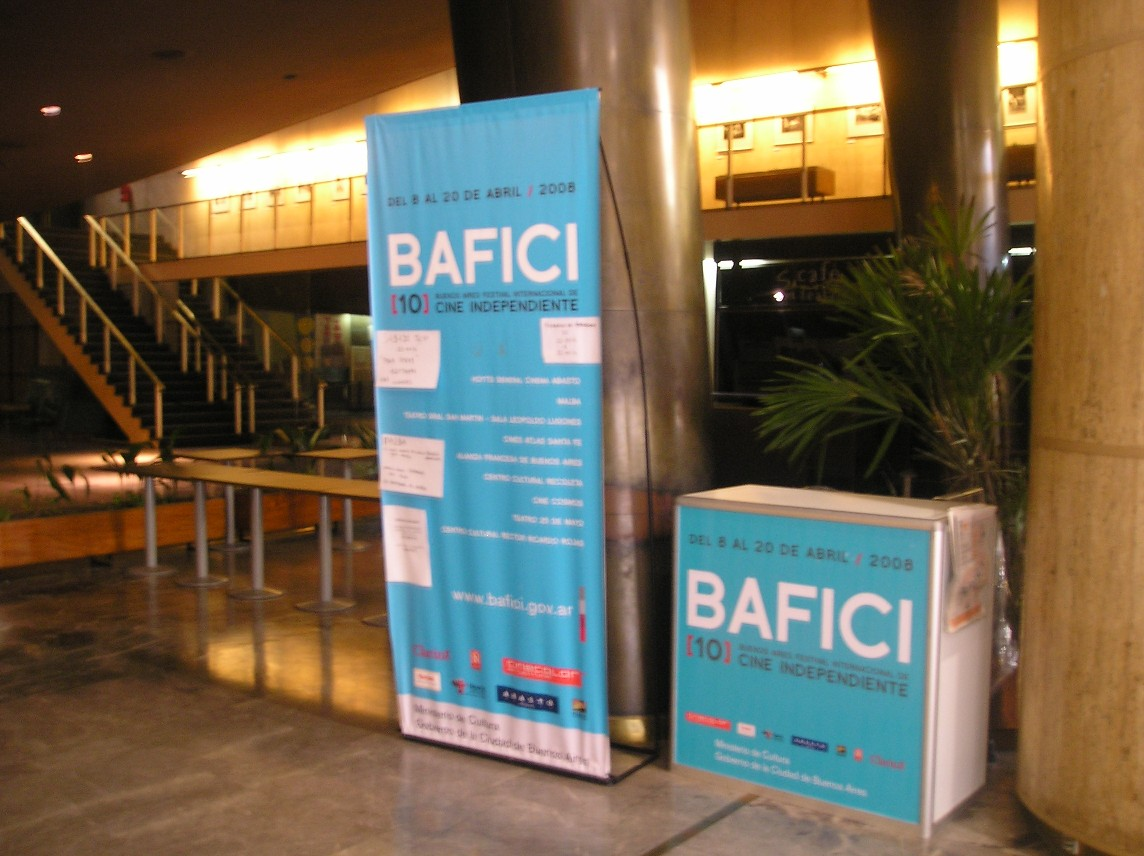
BAFICI 2008

Buenos Aires International Festival of Independent Cinema (BAFICI, spanisch Buenos Aires Festival Internacional de Cine Independiente) ist ein internationales Festival für Independent-Filme, das jedes Jahr im April in Buenos Aires, Argentinien organisiert wird.
Das Festival wird vom Kultur-Ministerium von Buenos Aires organisiert und hat eine internationale Resonanz. 

## Geschichte
Die erste Ausgabe des Festivals fand im April 1999 statt. Das Festival wird sowohl in den wichtigsten Kinos von Buenos Aires als auch als Open-Air-Veranstaltung in Parks und auf Plätzen in der ganzen Stadt durchgeführt. 
Im ersten Jahr hatte das Festival 146 Gastregisseure, darunter Francis Ford Coppola, Todd Haynes und Paul Morrissey. Mehr als 150 nationale und internationale Filme wurden gezeigt. Es kamen um die 120.000 Zuschauer. Seither wuchs diese Zahl auf über 1 Million Zuschauende.  
Aktuell werden im Rahmen des BAFICI jährlich mehr als 400 Filme gezeigt. Die Filmvorführungen werden mit Konferenzen und Workshops ergänzt. Das Festival gehört fest zur Liste der Kulturveranstaltungen von Buenos Aires.
Das Festival führt mehrere Wettbewerbe durch, die wichtigsten davon sind der „Internationale Wettbewerb“ und der „Argentinische Wettbewerb“. Innerhalb eines Wettbewerbs beurteilt eine Jury die Filme und wählt die Gewinner in verschiedenen Kategorien aus, z. B. den besten Film, den besten Regisseur, die beste Regisseurin, den besten Schauspieler, die beste Schauspielerin und spezielle Nennung. Das BAFICI vergibt auch einen Publikumspreis. 
Seit der dritten Ausgabe des Festivals werden auch Kurzfilme ausgezeichnet. 

### Siegerfilme des Internationalen Wettbewerbs
| Jahr | Film                                               | Originaltitel                                      | Regisseur/in                    | Land                   |
| ---- | -------------------------------------------------- | -------------------------------------------------- | ------------------------------- | ---------------------- |
| 1999 | After Life – Nach dem Leben                        | Wandafuru Raifu                                    | Hirokazu Koreeda                | Japan                  |
| 2000 | Der Jobkiller                                      | Ressources humaines                                | Laurent Cantet                  | Frankreich             |
| 2001 | Platform                                           | Zhantai                                            | Jia Zhangke                     | China                  |
| 2002 | Tornando a casa                                    | Tornando a casa                                    | Vincenzo Marra                  | Italien                |
| 2003 | Heremakono – Reise ins Glück                       | Heremakono                                         | Abderrahmane Sissako            | Mauretanien            |
| 2004 | Parapalos                                          | Parapalos                                          | Ana Poliak                      | Argentinien            |
| 2005 | El cielo gira                                      | El cielo gira                                      | Mercedes Álvarez                | Spanien                |
| 2006 | In the Pit                                         | En el hoyo                                         | Juan Carlos Rulfo               | Mexiko                 |
| 2007 | In Between Days                                    | 방황의 날들                                        | So Yong Kim                     | Südkorea               |
| 2008 | Intimidades de Shakespeare y Víctor Hugo           | Intimidades de Shakespeare y Víctor Hugo           | Yulene Olaizola                 | Mexiko                 |
| 2009 | This Dear Month of August                          | Aquele Querido Mês de Agosto                       | Miguel Gomes                    | Portugal               |
| 2010 | Alamar                                             | Alamar                                             | Pedro González-Rubio            | Mexiko                 |
| 2011 | Qu'ils reposent en révolte (Des figures de guerre) | Qu'ils reposent en révolte (Des figures de guerre) | Sylvain George                  | Frankreich             |
| 2012 | Policeman                                          | Ha-shoter                                          | Nadav Lapid                     | Israel                 |
| 2013 | Berberian Sound Studio                             | Berberian Sound Studio                             | Peter Strickland                | Vereinigtes Königreich |
| 2014 | Fifi heult vor Glück                               | Fifi az khoshhali zooze mikeshad                   | Mitra Farahani                  | Iran                   |
| 2015 | Court                                              | Court                                              | Chaitanya Tamhane               | Indien                 |
| 2016 | La larga noche de Francisco Sanctis                | La larga noche de Francisco Sanctis                | Francisco Márquez, Andrea Testa | Argentinien            |
| 2017 | Niñato                                             | Niñato                                             | Adrián Orr                      | Spanien                |
| 2018 | La Flor                                            | La flor                                            | Mariano Llinás                  | Argentinien            |
| 2019 | The Unicorn                                        | The Unicorn                                        | Isabelle Dupuis, Tim Geraghty   | USA                    |